# Stroudia bellicosa
Stroudia bellicosa är en stekelart som beskrevs av Giordani Soika 1992. Stroudia bellicosa ingår i släktet Stroudia och familjen Eumenidae. Inga underarter finns listade i Catalogue of Life.